# Ronde van Spanje voor vrouwen 2022
De achtste editie van de Spaanse wielerwedstrijd Ceratizit Challenge by La Vuelta (voorheen Madrid Challenge) vond plaats van 7 tot 11 september 2022, in de afsluitende week van de Vuelta a España voor mannen. Beide wedstrijden eindigden in Madrid, maar kenden een ander parcours: de mannen reden in de laatste week ten zuiden van Madrid en de vrouwen gingen van start aan de noordkust nabij Santander en reden vervolgens zuidwaarts. De wedstrijd was onderdeel van de UCI Women's World Tour in 2022 en was ingedeeld in de wedstrijdcategorie 2.WWT. De wedstrijd bestond uit vijf etappes inclusief een ploegentijdrit. Annemiek van Vleuten was titelverdedigster en zij volgde zichzelf op door de tweede etappe met ruime voorsprong te winnen. Zij schreef hiermee geschiedenis door als eerste wielrenner ooit de drie Grote Rondes in één jaar te winnen.

## Deelnemende ploegen
Alle veertien World-Tourploegen stonden aan de start, aangevuld met acht UCI-continentale ploegen. Olympisch kampioene Anna Kiesenhofer tekende een contract bij Soltec voor enkel deze vijf dagen en kon op die manier met deze ploeg meedoen aan haar eerste etappekoers van dit jaar.
| World Tour | World Tour                                                                                        | Continentaal |
| --- | ------------------------------------------------------------------------------------------------- | --- |
| BikeExchange Jayco Canyon//SRAM Racing DSM EF Education-TIBCO-SVB FDJ-Suez-Futuroscope Human Powered Health Jumbo-Visma | Liv Racing Xstra Movistar Roland Cogeas Edelweiss Squad SD Worx Trek-Segafredo UAE Team ADQ Uno-X | Bizkaia-Durango Ceratizit-WNT Coop-Hitec Products Laboral Kutxa-Fundación Euskadi Massi-Tactic Río Miera-Cantabria Deporte Soltec Valcar-Travel & Service |

## Etappeschema
| Datum        | Etappe | Start – Finish                      | Afstand (in km) | Type           | Winnaar              | Ploeg                   | Klassementsleider    |
| ------------ | ------ | ----------------------------------- | --------------- | -------------- | -------------------- | ----------------------- | -------------------- |
| 7 september  | 1      | Marina de Cudeyo – Marina de Cudeyo | 19,9            | Ploegentijdrit | Trek-Segafredo       | Trek-Segafredo          | Elisa Longo Borghini |
| 8 september  | 2      | Colindres – Colindres               | 105,9           | Bergrit        | Annemiek van Vleuten | Movistar                | Annemiek van Vleuten |
| 9 september  | 3      | Camargo – Aguilar de Campoo         | 96,4            | Heuvelrit      | Grace Brown          | FDJ-Suez-Futuroscope    | Annemiek van Vleuten |
| 10 september | 4      | Palencia – Segovia                  | 160,4           | Heuvelrit      | Silvia Persico       | Valcar-Travel & Service | Annemiek van Vleuten |
| 11 september | 5      | Madrid – Madrid                     | 95,7            | Vlakke rit     | Elisa Balsamo        | Trek-Segafredo          | Annemiek van Vleuten |

## Uitslag

### 1e etappe (TTT)
| Woensdag 7 september: Marina de Cudeyo - Marina de Cudeyo (19,9 km) |                      |         |
| Plaats                                                              | Naam                 | Tijd    |
| Winnaar                                                             | Trek-Segafredo       | 23'31"  |
| 2                                                                   | BikeExchange Jayco   | + 6"    |
| 3                                                                   | FDJ-Suez-Futuroscope | + 11"   |
| 4                                                                   | SD Worx              | + 23"   |
| 5                                                                   | Movistar             | + 25"   |
| 6                                                                   | DSM                  | + 44"   |
| 7                                                                   | Canyon//SRAM Racing  | + 59"   |
| 8                                                                   | Jumbo-Visma          | + 1'01" |
| 9                                                                   | Ceratizit-WNT        | + 1'21" |
| 10                                                                  | UAE Team ADQ         | + 1'28" |

### 2e etappe
| Donderdag 8 september: Colindres - Colindres (105,9 km) |                       |                         |          |
| Plaats                                                  | Naam                  | Ploeg                   | Tijd     |
| Winnaar                                                 | Annemiek van Vleuten  | Movistar                | 2u56'30" |
| 2                                                       | Elisa Longo Borghini  | Trek-Segafredo          | + 2'16"  |
| 3                                                       | Liane Lippert         | DSM                     | z.t.     |
| 4                                                       | Demi Vollering        | SD Worx                 | z.t.     |
| 5                                                       | Cecilie Uttrup Ludwig | FDJ-Suez-Futuroscope    | + 2'50"  |
| 6                                                       | Katarzyna Niewiadoma  | Canyon//SRAM Racing     | z.t.     |
| 7                                                       | Silvia Persico        | Valcar-Travel & Service | z.t.     |
| 8                                                       | Elise Chabbey         | Canyon//SRAM Racing     | z.t.     |
| 9                                                       | Juliette Labous       | DSM                     | z.t.     |
| 10                                                      | Anna Shackley         | SD Worx                 | z.t.     |

### 3e etappe
| Vrijdag 9 september: Camargo - Aguilar de Campoo (96,4 km) |                      |                         |          |
| Plaats                                                     | Naam                 | Ploeg                   | Tijd     |
| Winnaar                                                    | Grace Brown          | FDJ-Suez-Futuroscope    | 2u28'37" |
| 2                                                          | Elise Chabbey        | Canyon//SRAM Racing     | z.t.     |
| 3                                                          | Elisa Balsamo        | Trek-Segafredo          | + 8"     |
| 4                                                          | Lotte Kopecky        | SD Worx                 | z.t.     |
| 5                                                          | Arlenis Sierra       | Movistar                | z.t.     |
| 6                                                          | Alexandra Manly      | BikeExchange Jayco      | z.t.     |
| 7                                                          | Silvia Persico       | Valcar-Travel & Service | z.t.     |
| 8                                                          | Katarzyna Niewiadoma | Canyon//SRAM Racing     | z.t.     |
| 9                                                          | Elisa Longo Borghini | Trek-Segafredo          | z.t.     |
| 10                                                         | Annemiek van Vleuten | Movistar                | z.t.     |

### 4e etappe
| Zaterdag 10 september: Palencia - Segovia (160,4 km) |                       |                         |          |
| Plaats                                               | Naam                  | Ploeg                   | Tijd     |
| Winnaar                                              | Silvia Persico        | Valcar-Travel & Service | 4u11'01" |
| 2                                                    | Demi Vollering        | SD Worx                 | z.t.     |
| 3                                                    | Elisa Longo Borghini  | Trek-Segafredo          | z.t.     |
| 4                                                    | Lotte Kopecky         | SD Worx                 | z.t.     |
| 5                                                    | Liane Lippert         | DSM                     | z.t.     |
| 6                                                    | Annemiek van Vleuten  | Movistar                | z.t.     |
| 7                                                    | Cecilie Uttrup Ludwig | FDJ-Suez-Futuroscope    | + 4"     |
| 8                                                    | Anouska Koster        | Jumbo-Visma             | + 6"     |
| 9                                                    | Katarzyna Niewiadoma  | Canyon//SRAM Racing     | + 11"    |
| 10                                                   | Mavi García           | UAE Team ADQ            | + 13"    |

### 5e etappe
| Zondag 11 september: Madrid - Madrid (95,7 km) |                           |                      |          |
| Plaats                                         | Naam                      | Ploeg                | Tijd     |
| Winnaar                                        | Elisa Balsamo             | Trek-Segafredo       | 2u21'37" |
| 2                                              | Lotte Kopecky             | SD Worx              | z.t.     |
| 3                                              | Marta Bastianelli         | UAE Team ADQ         | z.t.     |
| 4                                              | Megan Jastrab             | DSM                  | z.t.     |
| 5                                              | Sofia Bertizzolo          | UAE Team ADQ         | z.t.     |
| 6                                              | Maria Giulia Confalonieri | Ceratizit-WNT        | z.t.     |
| 7                                              | Tereza Neumanová          | Liv Racing Xstra     | z.t.     |
| 8                                              | Alexandra Manly           | BikeExchange Jayco   | z.t.     |
| 9                                              | Julie Leth                | Uno-X                | z.t.     |
| 10                                             | Vittoria Guazzini         | FDJ-Suez-Futuroscope | z.t.     |

## Eindklassementen

### Algemeen klassement
| Plaats    | Naam                  | Ploeg                | Tijd      |
| --------- | --------------------- | -------------------- | --------- |
| Rode trui | Annemiek van Vleuten  | Movistar             | 12u21'46" |
| 2         | Elisa Longo Borghini  | Trek-Segafredo       | + 1'44"   |
| 3         | Demi Vollering        | SD Worx              | + 2'11"   |
| 4         | Liane Lippert         | DSM                  | + 2'34"   |
| 5         | Cecilie Uttrup Ludwig | FDJ-Suez-Futuroscope | + 2'43"   |
| 6         | Ane Santesteban       | BikeExchange Jayco   | + 3'03"   |
| 7         | Anna Shackley         | SD Worx              | + 3'07"   |
| 8         | Elise Chabbey         | Canyon-SRAM          | + 3'29"   |
| 9         | Juliette Labous       | DSM                  | + 3'35"   |
| 10        | Katarzyna Niewiadoma  | Canyon-SRAM          | + 3'38"   |

### Puntenklassement
| Plaats      | Naam                 | Ploeg                   | Punten |
| ----------- | -------------------- | ----------------------- | ------ |
| Groene trui | Silvia Persico       | Valcar-Travel & Service | 48     |
| 2           | Lotte Kopecky        | SD Worx                 | 48     |
| 3           | Elisa Longo Borghini | Trek-Segafredo          | 44     |

### Bergklassement
| Plaats        | Naam                 | Ploeg          | Punten |
| ------------- | -------------------- | -------------- | ------ |
| Bolletjestrui | Lucinda Brand        | Trek-Segafredo | 44     |
| 2             | Annemiek van Vleuten | Movistar       | 32     |
| 3             | Sarah Roy            | Canyon-SRAM    | 22     |

## Klassementsverloop
| Stage          | Winner               | Algemeen klassement  | Puntenklassement     | Bergklassement     | Ploegenklassement | Strijdlustigste  |
| -------------- | -------------------- | -------------------- | -------------------- | ------------------ | ----------------- | ---------------- |
| 1              | Trek-Segafredo       | Elisa Longo Borghini | Elynor Bäckstedt     | Shirin van Anrooij | Trek-Segafredo    | niet uitgereikt  |
| 2              | Annemiek van Vleuten | Annemiek van Vleuten | Annemiek van Vleuten | Lucinda Brand      | Canyon-SRAM       | Sarah Roy        |
| 3              | Grace Brown          | Annemiek van Vleuten | Annemiek van Vleuten | Lucinda Brand      | SD Worx           | Mavi García      |
| 4              | Silvia Persico       | Annemiek van Vleuten | Silvia Persico       | Lucinda Brand      | SD Worx           | Anna Kiesenhofer |
| 5              | Elisa Balsamo        | Annemiek van Vleuten | Silvia Persico       | Lucinda Brand      | SD Worx           | Mavi García      |
| Eindklassement | Eindklassement       | Annemiek van Vleuten | Silvia Persico       | Lucinda Brand      | SD Worx           | niet uitgereikt  |

2015 · 2016 · 2017 · 2018 · 2019 · 2020 · 2021 · 2022 · 2023 · 2024 · 2025
Strade Bianche ·
Ronde van Drenthe ·
Trofeo Alfredo Binda-Comune di Cittiglio ·
Brugge-De Panne ·
Gent-Wevelgem ·
Ronde van Vlaanderen ·
Amstel Gold Race ·
Parijs-Roubaix ·
Waalse Pijl ·
Luik-Bastenaken-Luik ·
Itzulia Women ·
Ronde van Burgos ·
RideLondon Classic ·
The Women's Tour · 
Giro Donne · 
Tour de France Femmes ·
Postnord Vårgårda WestSweden · 
Ronde van Scandinavië ·
GP de Plouay-Bretagne ·
Simac Ladies Tour ·
Ceratizit Challenge by La Vuelta · 
Ronde van Romandië
Afgelaste wedstrijden: Cadel Evans Great Ocean Road Race · 
Tour of Chongming Island · 
Ronde van Guangxi